# Croiseur protégé

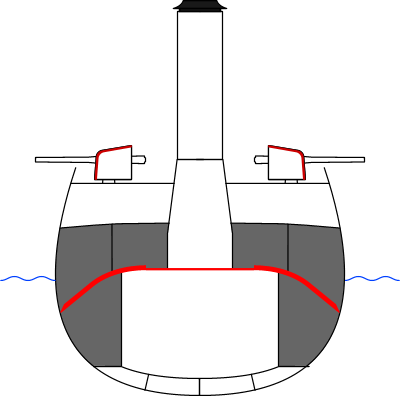
Schéma du croiseur protégé illustrant le système simple de protection. Les lignes rouges représentent le pont blindé et la protection des pièces d'artillerie. Les parties grises sont les soutes à charbon. Le blindage en soute permet l'étanchéité de la salle des machines et du double-fond.

Le croiseur protégé est un type de croiseur de la marine de la fin du XIXe siècle. Les parties vitales sont recouvertes d'un blindage en dos d'âne de 30 à 80 mm d'épaisseur et sa vitesse varie entre 16 et 18 nœuds en fonction de son poids de déplacement (entre 4 000 et 8 000 tonnes).
Il n'offre qu'une protection sur les organes vitaux du navire, essentiellement la salle des machines et soutes à munitions. Il est considéré comme le précurseur des futurs croiseur léger et croiseur lourd.
Très vite obsolète, le croiseur protégé est remplacé par le croiseur cuirassé, précurseur du croiseur de bataille (pré-Dreadnought puis Dreadnought).

## Caractéristiques de conception
Le « croiseur-éclaireur léger », frégate ou corvette du milieu du XIXe siècle, n'offre aucune protection aux obus explosifs. Seule sa vitesse, grâce à sa légèreté (environ 1 800 tonnes), lui permet l'esquive.
Pour engager un véritable combat d'artillerie, une protection est aménagée à l'intérieur du navire, sous le pont, autour de la machinerie. Il est armé d'une douzaine de canons de calibre 100 à 152 mm. L'augmentation progressive du blindage et de l'artillerie lourde augmente le poids de déplacement, rendant le navire moins manœuvrable.
Dès 1910, il est totalement abandonné au profit du croiseur cuirassé, bien mieux protégé et bénéficiant des moteurs à turbine à vapeur.

## Le prototype
Le premier croiseur protégé fut le navire chilien Esmeralda. Il fut réalisé au Royaume-Uni dans un chantier naval d'Elswick, sur le bord de la rivière Tyne, appartenant à la société Armstrong Whitworth. Elle construisit une série de croiseurs protégés surnommés « croiseurs Elswick ». Son gaillard d'avant, sa dunette et le pont en bois sont remplacés par un pont blindé. Son armement consistait en canons de 254 mm à l'avant et arrière, et de canons de 152 mm en milieu. Propulsé seulement par des machines à vapeur, il atteignait une vitesse de 18 nœuds pour un déplacement inférieur à 3 000 tonnes.

### Armada espagnole
Quatre classes de croiseurs protégés furent réalisées pour l'Espagne, quoique la première puisse encore être considérée comme celle des croiseurs non protégés. Trois croiseurs uniques furent aussi construits plus tardivement.
- Classe Velasco (8 unités), Classe Isla de Luzón (trois unités), Classe Reina Regente (trois unités) et Classe Reina Cristina (trois unités).
- Rio de la Plata (1900), Extremadura (1902) et Reina Regente (1910).

### Marine française

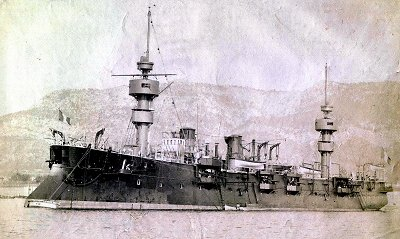
Le Jean-Bart (Marine française)

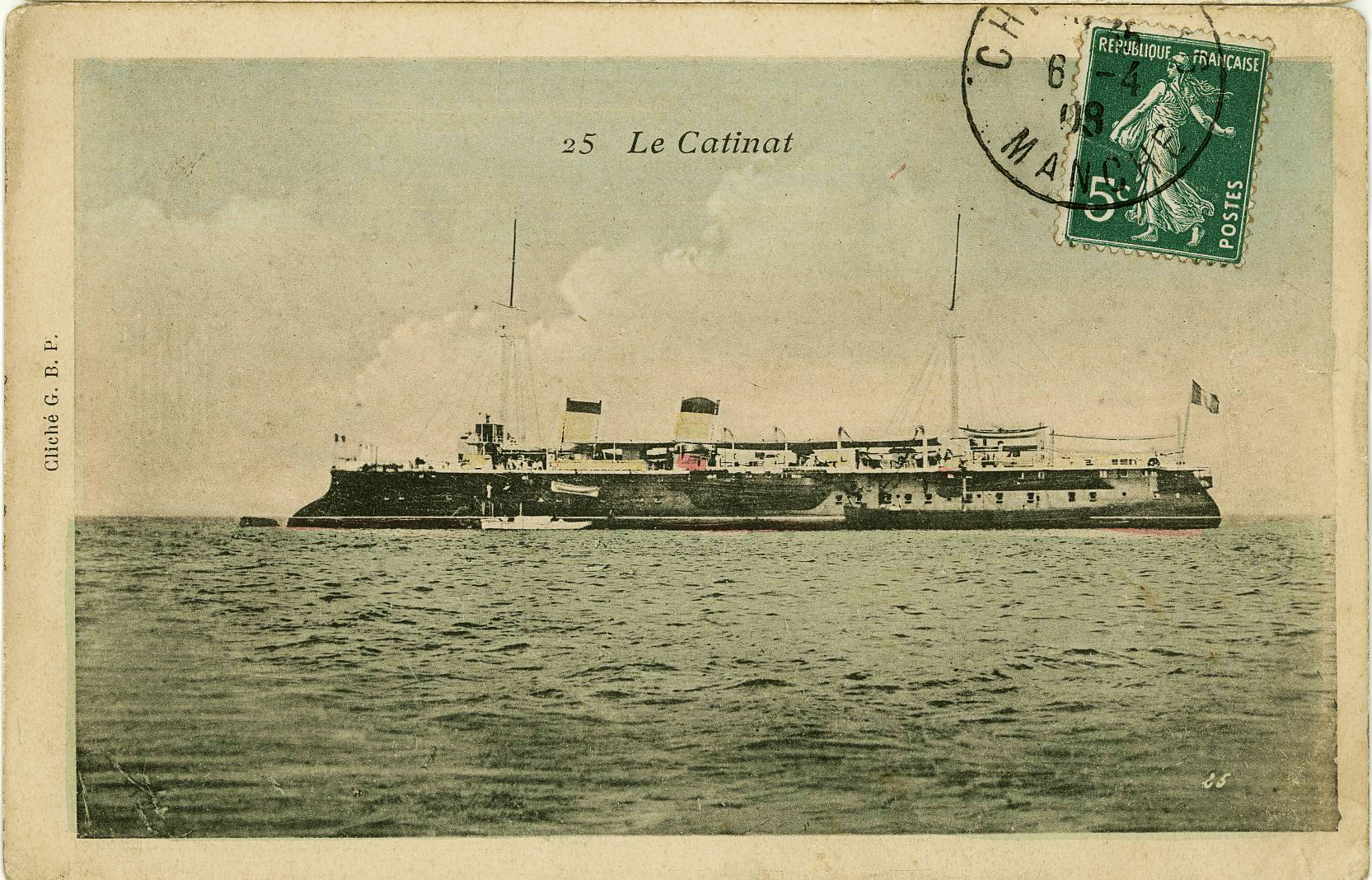
Le Catinat, croiseur protégé, 1896-1911

Le Sfax (1884), de 4 388 tonneaux, fut le premier croiseur à recevoir une protection blindée ramenant sa vitesse à 16 nœuds. D'autres croiseurs uniques reçurent la même protection : Tage (1886), Amiral Cecille (1888), Davout (1889) et Suchet (1893).
Plusieurs séries de croiseurs protégés suivirent : Forbin, Troude, Linois, Alger, Friant, Descartes, D'Assas, Catinat et D'Estrées.
Quelques croiseurs uniques virent aussi le jour, profitant des améliorations dans les différentes classes de croiseur : D'Entrecasteaux, Guichen, Châteaurenault et Jurien de la Gravière.
- croiseurs protégés français sur Commons

### Marine austro-hongroise
- Classe Panther (Torpilleur) : SMS Leopard (1885) et SMS Panther (1885)
- SMS Tiger (1887) - 1920
- Classe Kaiser Franz Joseph I : SMS Kaiser Franz Joseph I et SMS Kaiserin Elisabeth
- Classe Zenta :SMS Aspern (1899), SMS Szigetvár (1899), SMS Zenta (1899)

### Marine impériale allemande
- SMS Irene (1887) - 1914
- SMS Prinzess Wilhelm (1887) - 1914
- SMS Kaiserin Augusta (1892) - 1919
- classe Victoria Louise : Victoria Louise, Herta, Freya, Vineta et Hansa.

### Marine impériale japonaise

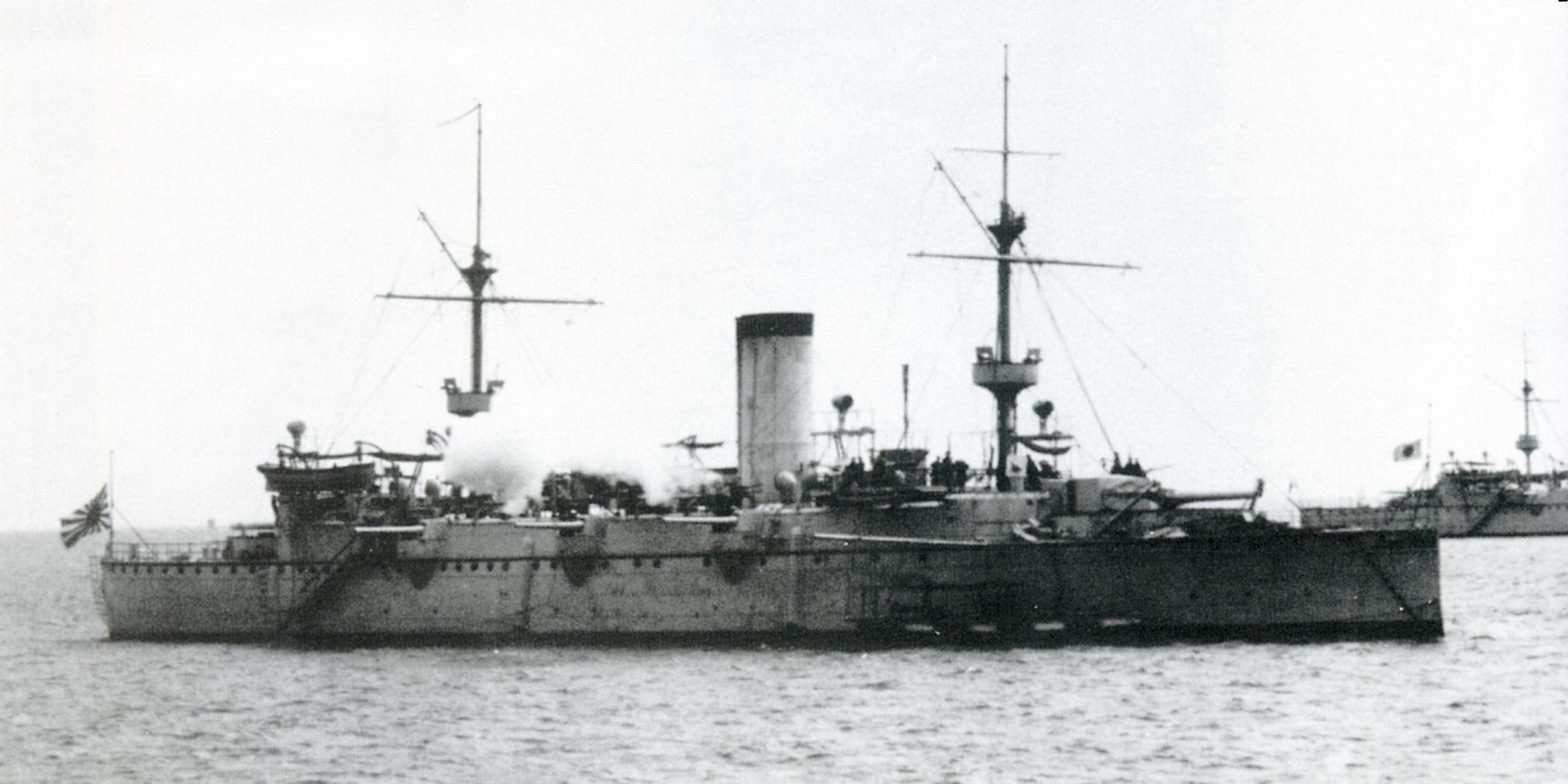
Le Naniwa-Marine impériale japonaise

La marine impériale japonaise a engagé de nombreux navires lors de la première guerre sino-japonaise entre 1894 et 1895, puis durant la révolte des Boxers, la Guerre russo-japonaise (1904-1905) et enfin durant la Première Guerre mondiale dans le cadre de l'alliance anglo-japonaise.
De nombreuses classes de croiseurs protégés furent construites entre 1885 et 1910 : Naniwa, Matsushima, Suma, Chitose, Tsushima et Chikuma.
Et quelques croiseurs uniques comme les : Izumi (1883), Unebi (1886), Akitsushima et Yoshino (1892), Takasago (1897), Otowa (1903).

### Marine impériale de Russie
Plusieurs classes de croiseurs protégés russes ont été construites entre 1884 et 1903 : Vityaz, Pallada, Bogatyr et Izumrud. Les survivants furent versés dans la marine soviétique.

### Royal Navy
Quelques classes de croiseurs protégés, de type croiseur de 1re classe, furent mises en chantier :
- deux de classe Blake :  Blake (1889) et Blenheim (1890).
- neuf de classe Edgar : Edgar (1890), Hawke, Endymion, Royal Arthur, Gibraltar, Grafton, St George, Theseus et Crescent (1892).
- deux de classe Powerful : Powerful et Terrible (1895).
- huit de classe Diadem : Diadem (1896), Niobe...

### US Navy

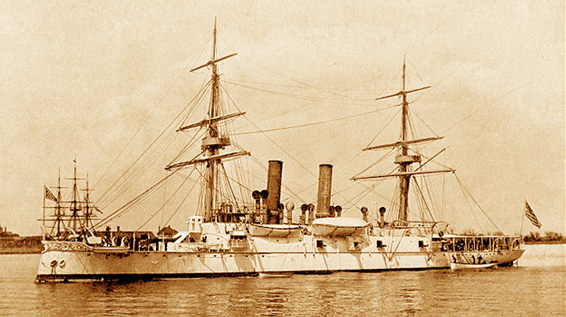
USS Atlanta (1884)-US Navy

Le premier croiseur protégé de l'US Navy fut l'USS Atlanta lancé le 9 octobre 1884. Il fut suivi de l'USS Boston en décembre de la même année et de l'USS Chicago l'année suivante constituant le Squadron of Evolution.
Une série de 22 croiseurs protégés fut construite entre 1888 et 1904 immatriculés de C-1 à C-22 dont :
- l'USS Newark (C-1), l'USS Charleston (C-2)...
- la Classe Columbia, la classe Denver, la classe Saint Louis...

### Autres pays
- Canada : NCSM Rainbow (1891)
- Norvège : Viking (1891), Frithjof (1896)
- Portugal : Classe São Gabriel , Adamastor, Dom Carlos I et Rainha Dona Amélia

## Navires survivants
Quelques croiseurs protégés survécurent et devinrent navires-musée :
- Aurora - Saint-Pétersbourg
- Hr.Ms. Bonaire de la marine royale néerlandaise - Delfzijl
- USS Olympia (C-6) - Philadelphie